# Ciobanovca
Ciobanovca è un comune della Moldavia situato nel distretto di Anenii Noi di 1.933 abitanti al censimento del 2004

## Località
Il comune è formato dall'insieme delle seguenti località (popolazione al 2004):
- Ciobanovca (1.072 abitanti)
- Balmaz (163 abitanti)
- Mirnoe (205 abitanti)
- Troiţa Nouă (493 abitanti)